# Ajos Efstatios
Ajos Efstatios (gr. Αγιος Ευστάθιος, tur. Zeybekköy) – wieś na Cyprze, w Dystrykcie Famagusta. Znajduje się de facto pod zarządem Cypru Północnego. Położona jest na półwyspie Karpas.